# Аргаюко
Аргаю́ко (кабард.-черк. Аргъуейкъуэ) — река в Республике Кабардино-Балкария. Протекает по территории Чегемского и Баксанского районов. Устье реки находится в 78 км по правому берегу реки Баксан. Длина реки составляет 16 км, площадь водосборного бассейна 27,7 км². 

## Данные водного реестра
По данным государственного водного реестра России относится к Западно-Каспийскому бассейновому округу, водохозяйственный участок реки — Баксан, без реки Черек, речной подбассейн реки — подбассейн отсутствует. Речной бассейн реки — реки бассейна Каспийского моря междуречья Терека и Волги.
По данным геоинформационной системы водохозяйственного районирования территории РФ, подготовленной Федеральным агентством водных ресурсов:
- Код водного объекта в государственном водном реестре — 07020000712108200004727
- Код по гидрологической изученности (ГИ) — 108200472
- Код бассейна — 07.02.00.007
- Номер тома по ГИ — 08
- Выпуск по ГИ — 2